# جری دکستر
جری دکستر (انگلیسی: Jerry Dexter؛ ‏ ۱۸ آوریل ۱۹۳۵ – ۲۱ ژوئن ۲۰۱۳) صداپیشه و بازیگر اهل ایالات متحده آمریکا بود. وی بین سال‌های ۱۹۵۷ تا ۱۹۹۰ میلادی فعالیت می‌کرد.
از فیلم‌ها یا مجموعه‌های تلویزیونی که وی در آن‌ها نقش داشته است، می‌توان به ماجراهای گالیور اشاره نمود.